# Paysages naturels nationaux

Logo Nationale Naturlandschaften

La marque ombrelle Paysages naturels nationaux (allemand : Nationale Naturlandschaften) regroupe toutes les aires protégées de l’Allemagne. Celles-ci comprennent 14 parcs nationaux, 16 réserves de biosphère et 103 parcs naturels. 
Ces aires protégées sont des paysages dans lesquels le patrimoine naturel pour les humains et la nature peuvent se développer avec le moins d'intervention nécessaire. Elles sauvegardent des habitats pour les humains et la nature en protégeant les terres, les eaux et les aires, en plus d’assurer la communauté de vie des animaux et des plantes. Cependant la protection des régions naturelles varie dans chaque länder fédéré en Allemagne. C’est pour cette raison que EUROPARC Deutschland e.V., une section nationale de la fédération EUROPARC , a développé la marque ombrelle paysages naturels nationaux. La marque unit et supporte la communication entre les États, éveille l’intérêt et promeut la beauté naturelle de l’Allemagne.